# Wladimir Alexandrowitsch Magnizki
Wladimir Alexandrowitsch Magnizki (russisch Владимир Александрович Магницкий; * 30. Maijul. / 12. Juni 1915greg. in Pensa; † 16. Oktober 2005 in Moskau) war ein russischer Geodät und Geophysiker.
Nachdem er 1940 sein Studium am Moskauer Institut für Geodäsie, Aerophotogrammetrie und Kartographie (MIIGAiK) abgeschlossen hatte, begann er dort selbst zu unterrichten. Später wechselte er zur Lomonossow-Universität, wo er die Abteilung für Geophysik leitete. Seit 1979 war er Mitglied der Akademie der Wissenschaften.
Im Westen wurde Wladimir Magnizki vor allem durch die deutsche Übersetzung des Lehrbuches Theorie der Figur der Erde bekannt, das 1961 in Moskau und 1964 im VEB Verlag für Bauwesen (Ostberlin) erschien. In diesem Buch (Mitautoren Wsewolod Wladimirowitsch Browar und Boris Pawlowitsch Schimbirew) verfasste er die Kapitel über Gravimetrie, äußeres Schwerefeld der Erde und Potentialtheorie. Zusammen mit W.W. Browar war er einer der ersten Geodäten, die den Einfluss geologischer Dichteanomalien auf das Schwerefeld und die Geoidbestimmung erforschten.
1971 erhielt er den nach Otto Juljewitsch Schmidt benannten Preis der Akademie der Wissenschaften der UdSSR.
Von Magnizkis weiteren Publikationen seien nur zwei angeführt:
- 1948: Über die Reduktionen der Schwere (russ., Tridwi Z. Band 1948/51)
- 1950: Die Grundfragen der geologischen Anwendung gravimetrischer und geophysikalischer Daten (russisch, Tridwi Z., Geodesisdat, Band 8).